# Hoàn Lão
Hoàn Lão là thị trấn huyện lỵ của huyện Bố Trạch, tỉnh Quảng Bình, Việt Nam.

## Địa lý

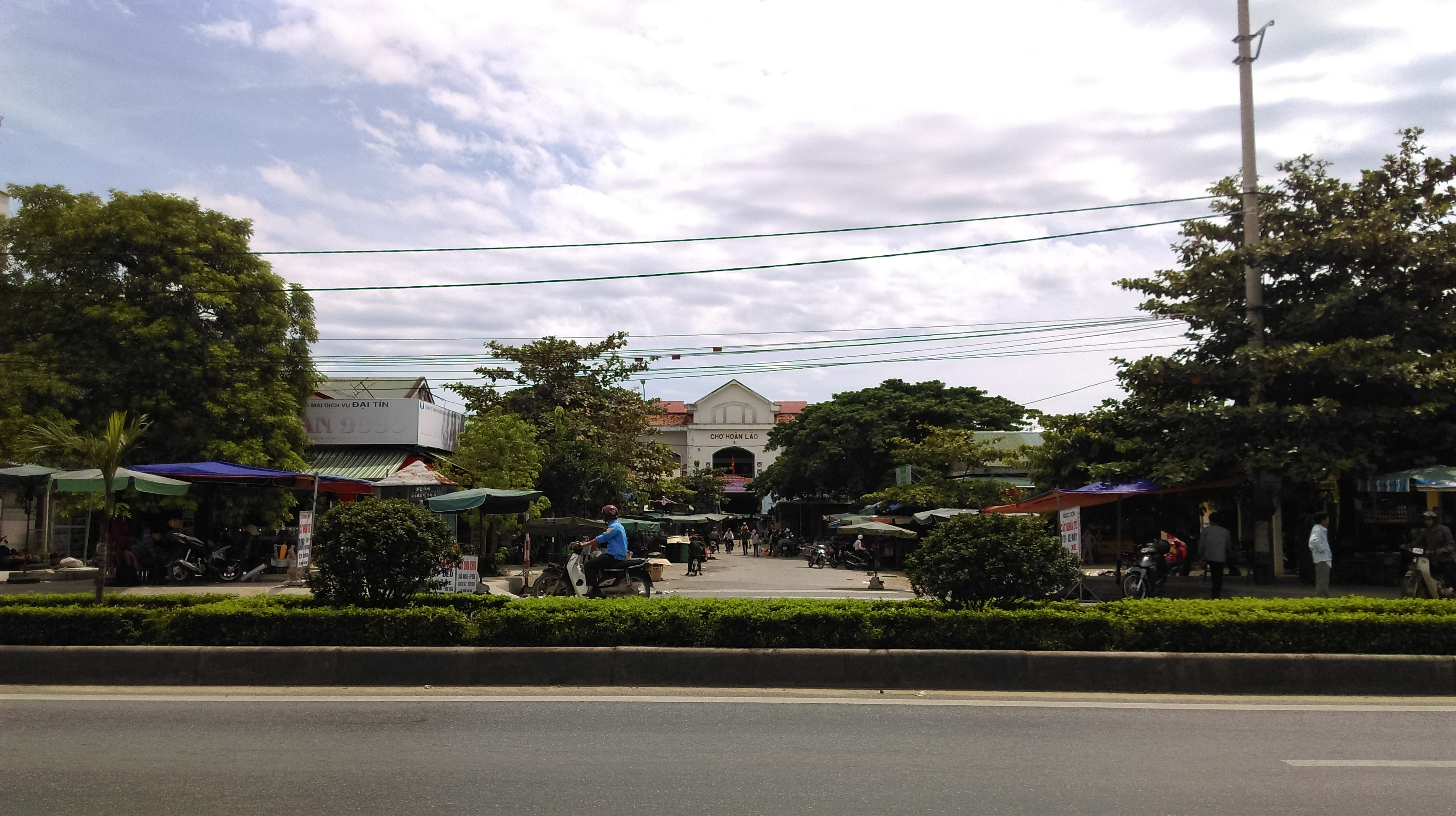
Chợ Hoàn Lão

Thị trấn Hoàn Lão nằm ở phía đông huyện Bố Trạch, có vị trí địa lý:
- Phía đông giáp xã Trung Trạch
- Phía tây giáp xã Tây Trạch và xã Vạn Trạch
- Phía nam giáp xã Đại Trạch
- Phía bắc giáp xã Đồng Trạch và xã Hải Phú.

Thị trấn Hoàn Lão có diện tích 13,04 km², dân số năm 2019 là 11.493 người, mật độ dân số đạt 881 người/km².

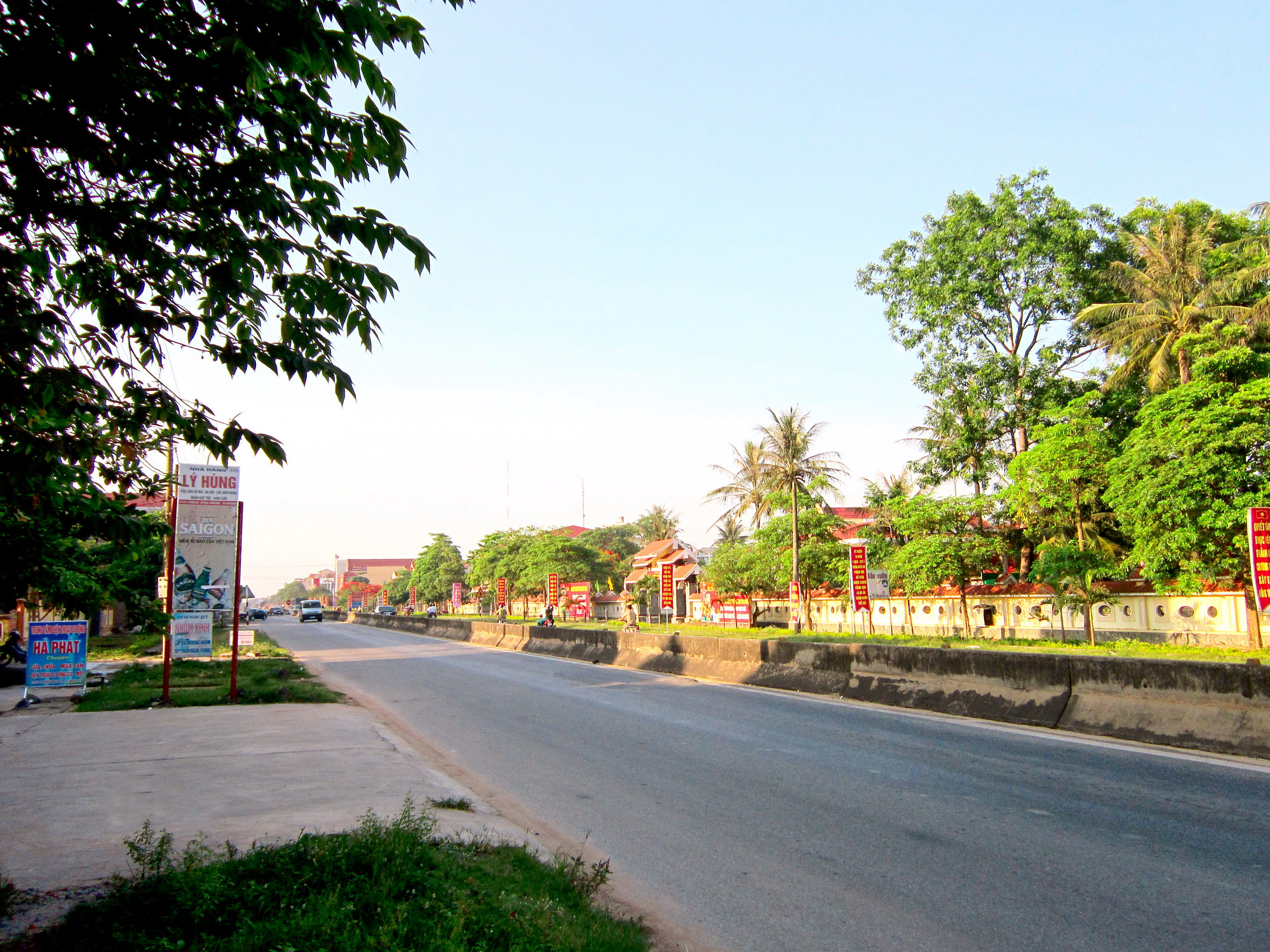
Quốc lộ 1 đoạn qua thị trấn Hoàn Lão

Thị trấn Hoàn Lão cách thành phố Đồng Hới khoảng 13 km về phía bắc và cách Vườn quốc gia Phong Nha – Kẻ Bàng khoảng 30 km về phía tây.

## Hành chính
Thị trấn được chia làm 13 tổ dân phố đánh số từ 1 đến 13

## Lịch sử
Địa bàn thị trấn Hoàn Lão hiện nay trước đây vốn là xã Hoàn Trạch và một phần các xã Đại Trạch, Tây Trạch, Trung Trạch.
Ngày 13 tháng 6 năm 1986, Hội đồng Bộ trưởng ban hành Quyết định số 72-HĐBT. Theo đó, thành lập thị trấn Hoàn Lão trên cơ sở tách các thôn Vinh Lão, Nha Vồ, Lòi Lài và xóm Chùa của xã Trung Trạch; 24 ha diện tích tự nhiên của thôn Đại Phương thuộc xã Đại Trạch và 32 ha diện tích tự nhiên của thôn Tây Hà thuộc xã Tây Trạch.
Sau khi thành lập, thị trấn Hoàn Lão có diện tích 510 ha, dân số là 4.098 người.
Ngày 23 tháng 1 năm 2017, Bộ Xây dựng ban hành Quyết định số 38/QĐ-BXD về việc công nhận thị trấn Hoàn Lão mở rộng (gồm thị trấn Hoàn Lão và 10 xã: Thanh Trạch, Hải Trạch, Đồng Trạch, Đức Trạch, Trung Trạch, Bắc Trạch, Phú Trạch, Hoàn Trạch, Đại Trạch, Nhân Trạch) là đô thị loại IV.
Đến năm 2019, thị trấn Hoàn Lão có diện tích 5,41 km², dân số là 7.907 người, mật độ dân số đạt 1.462 người/km². Xã Hoàn Trạch có diện tích 7,63 km², dân số là 3.586 người, mật độ dân số đạt 470 người/km².
Ngày 10 tháng 1 năm 2020, Ủy ban Thường vụ Quốc hội ban hành Nghị quyết số 862/NQ-UBTVQH14 về việc sắp xếp các đơn vị hành chính cấp xã thuộc tỉnh Quảng Bình (nghị quyết có hiệu lực từ ngày 1 tháng 2 năm 2020). Theo đó, sáp nhập toàn bộ diện tích và dân số của xã Hoàn Trạch vào thị trấn Hoàn Lão.
Ngày 16 tháng 6 năm 2025, Ủy ban Thường vụ Quốc hội ban hành  Nghị quyết số 1680/NQ-UBTVQH15, Ủy ban Thường vụ Quốc hội xếp các đơn vị hành chính cấp xã của tỉnh Quảng Trị. Theo đó sắp xếp toàn bộ diện tích tự nhiên, quy mô dân số của thị trấn Hoàn Lão và các xã Trung Trạch, Đại Trạch, Tây Trạch, Hòa Trạch thành xã mới có tên gọi là xã Hoàn Lão.

## Danh nhân
- Quách Xuân Kỳ